# Maun
Maun est la cinquième plus grande ville du Botswana. Le nom “Maun” est tirée du San “maung”, qui signifie “le lieu des roseaux courts”. La ville est située à l'entrée du delta de l'Okavango. C'est la capitale du District du Nord-Ouest.

## Histoire
Depuis la fondation de Maun en 1915 comme capitale tribale des Batawanas, la vie à Maun était considérée comme une survivance du “Far West” avec comme seules activités, l'élevage du bétail et la chasse. Cependant, avec la croissance de l'industrie du tourisme et l'achèvement de la route asphaltée depuis Nata au début des années 1990, Maun s'est développée, perdant une grande partie de son ancien caractère.
Bien que Maun soit aujourd'hui une ville touristique prospère, on peut toujours voir ânes et chèvres vagabonder en ville et la foule des véhicules des fermiers locaux envahir les rues pour vendre leurs marchandises.

## Développement

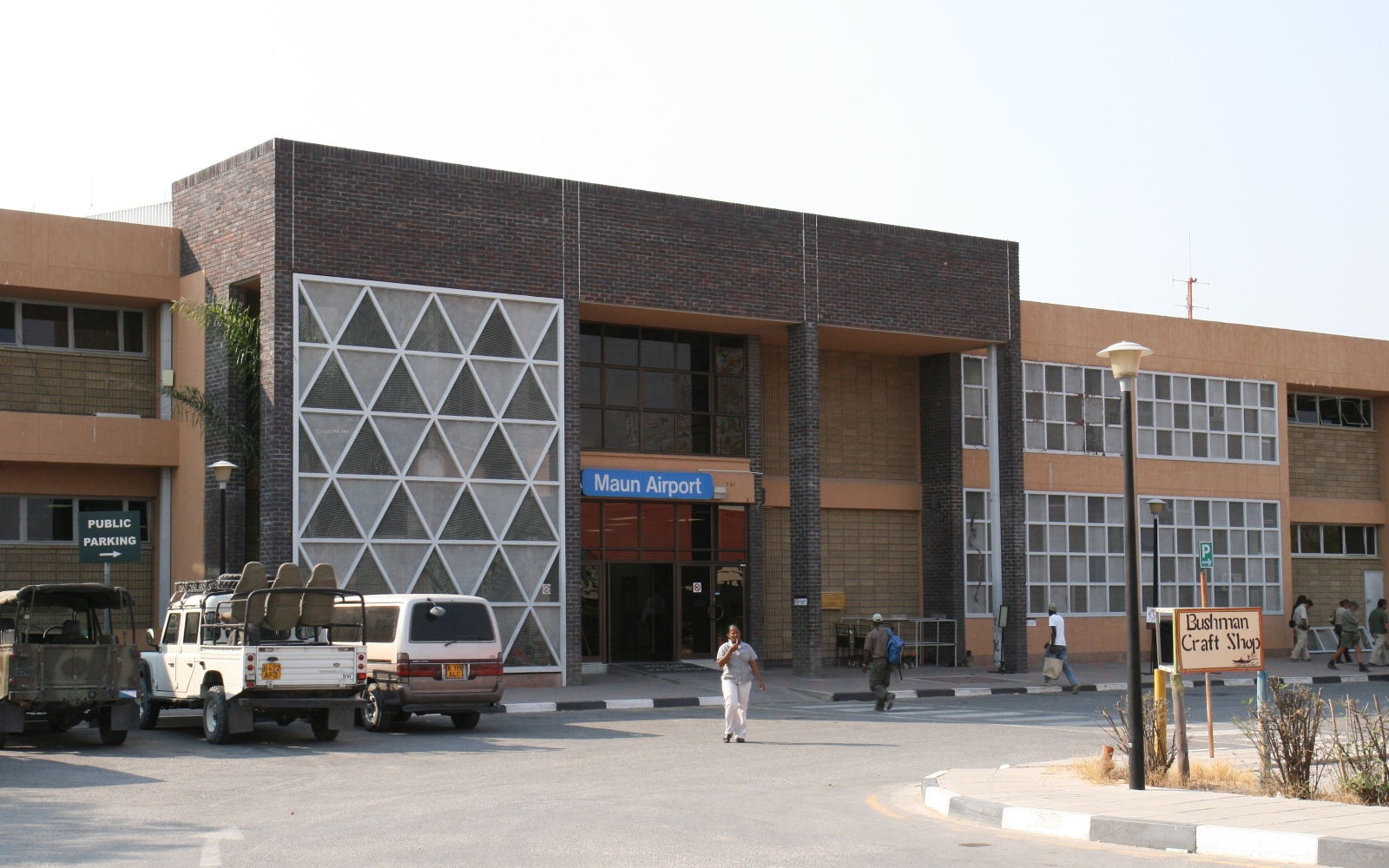
Aéroport de Maun en août 2007.

En 2011, la population comptait 55 784 habitants. L'agglomération présente désormais un mélange hétéroclite de constructions modernes et de huttes traditionnelles. Avec l'afflux des devises du tourisme, le modèle traditionnel des rondavelles est remplacé par des maisons de parpaings couvertes de tôle et parfois de tuiles.

### Le tourisme
Maun est "la capitale du tourisme" botswanais et le centre administratif du Ngamiland. C'est aussi le siège social de nombreux opérateurs de safaris et de compagnies de charters aériens opérants dans le delta de l'Okavango. Les touristes arrivent souvent au Botswana par l'aéroport international de Maun. Ils trouvent dans la ville les véhicules 4x4 entièrement équipés pour le camping, le safari et l'observation dans les réserves, ou bien sont dirigés vers les divers camps touristiques dans le delta.
D'une façon générale, Maun est la porte d'entrée pour explorer une grande partie du Botswana du nord; par exemple c'est le centre naturel pour explorer le Tsodilo et le Pan de Makgadikgadi.

### Le commerce
Bien qu'officiellement toujours un village, Maun se développe rapidement et tend à devenir une petite ville rurale en s'étendant le long de la rivière Thamalakane. Plusieurs banques, trois hôtels principaux, des centres commerciaux, hôtels et lodges, des loueurs de véhicules à vocation touristique, s'ajoutent à l'atmosphère rurale de la ville qui voit par exemple les membres des tribus locales continuer à apporter leur bétail à Maun pour le vendre.
Sur les rives de la rivière, on peut toujours voir un cobe de Lechwe brouter à côté des ânes locaux, des chèvres et du bétail.
Maun devient aussi un centre de transit des matériels et des marchandises nécessaires aux camps locaux et aux safaris, ainsi qu'aux exploitations minières (diamants, cuivre, nickel) du pays.
Le réseau GSM bénéficie de la conformation très plate du pays, avec une couverture excellente de 20 à 25 km, selon le temps.

## Climat
| Mois                              | jan. | fév. | mars | avril | mai | juin | jui. | août | sep. | oct. | nov. | déc. | année |
| --------------------------------- | ---- | ---- | ---- | ----- | --- | ---- | ---- | ---- | ---- | ---- | ---- | ---- | ----- |
| Température minimale moyenne (°C) | 19   | 19   | 17   | 14    | 9   | 6    | 6    | 8    | 13   | 18   | 19   | 19   | 13,9  |
| Température maximale moyenne (°C) | 32   | 32   | 31   | 31    | 28  | 25   | 25   | 28   | 33   | 35   | 34   | 33   | 30,6  |
| Précipitations (mm)               | 109  | 97   | 89   | 28    | 5   | 3    | 0    | 0    | 3    | 13   | 48   | 71   | 466   |